# Rhynchosauroidea
Los rincosauroideos (Rhynchosauroidea) son un suborden de sauropsidos arcosauromorfos rincosaurios, que vivieron a principios del Período geológico Triásico, hace aproximadamente 245 a 203 millones de años, desde el Anisiense al Noriense. Sus fósiles se han encontrado en Europa, África, Sudamérica y Norteamérica.